# دومينيكو كاسو
دومينيكو كاسو (بالإيطالية: Domenico Caso)‏ هو مدرب كرة قدم ولاعب كرة قدم إيطالي، ولد في 9 مايو 1954 في إبولي في إيطاليا. شارك مع منتخب إيطاليا لكرة القدم. أما مع النوادي، فقد لعب مع إنتر ميلان وفيورنتينا ونادي بيروجيا ونادي تورينو ونادي لاتسيو ونادي نابولي.

## وصلات خارجية
- دومينيكو كاسو على موقع قاعدة بيانات كرة القدم.إي يو (الإنجليزية)
- دومينيكو كاسو على موقع ناشيونال فوتبول تيمز (الإنجليزية)
- دومينيكو كاسو على موقع عالم كرة القدم.نت (الإنجليزية)